# Cantonul Beauvoir-sur-Niort
Cantonul Beauvoir-sur-Niort este un canton din arondismentul Niort, departamentul Deux-Sèvres, regiunea Poitou-Charentes, Franța.

## Comune
| Comune                   | Populație (1999) | Cod poștal | Cod INSEE |
| ------------------------ | ---------------- | ---------- | --------- |
| Beauvoir-sur-Niort       | 1.710            | 79360      | 79031     |
| Belleville               | 116              | 79360      | 79033     |
| Boisserolles             | 57               | 79360      | 79039     |
| La Foye-Monjault         | 754              | 79360      | 79127     |
| Granzay-Gript            | 878              | 79360      | 79137     |
| Marigny                  | 896              | 79360      | 79166     |
| Prissé-la-Charrière      | 606              | 79360      | 79078     |
| Saint-Étienne-la-Cigogne | 130              | 79360      | 79247     |
| Thorigny-sur-le-Mignon   | 83               | 79360      | 79328     |